# Sipakapense
El sipakapense és una llengua maia que forma part del grup quitxé. És parlat pels maies sipakapenses del municipio de Sipacapa, al departament de San Marcos, Guatemala. És parlat per 5.687 persones originàries de Sipacapa, un municipi de 152 kilómetres quadrats.

## Escriptura
La llengua, com les altres llengües maies de Guatemala té una escriptura basada en l'alfabet llatí, derivat, en partie, de l'ortografia espanyola.

## Fonologia
Les tables presenten els fonemes del sipakapense, amb l'ortografia en ús a Guatemala.

### Vocals
|         | anterior  | Central   | Posterior |
| ------- | --------- | --------- | --------- |
| tancada | i i ii iː |           | u u uu uː |
| Mitjana | e e ee eː |           | o o oo oː |
| Oberta  |           | a a aa aː |           |

### Consonants
|            |            | Bilabial | Alveolar | Palatal | Velar | Uvular | Glotal |
| ---------- | ---------- | -------- | -------- | ------- | ----- | ------ | ------ |
| Oclusives  | Sordes     | p p      | t t      | ky kʲ   | k k   | q q    | ’ ʔ    |
| Oclusives  | Ejectives  |          | tʼ tʼ    | kyʼ kʼʲ | kʼ kʼ | qʼ qʼ  |        |
| Oclusives  | Implosives | bʼ ɓ     |          |         |       |        |        |
| Fricatives | Fricatives |          | s s      | x ʃ     |       | j χ    |        |
| Africades  | Sordes     |          | tz t͡s    | ch t͡ʃ   |       |        |        |
| Africades  | Ejectives  |          | tzʼ t͡sʼ  | chʼ t͡ʃʼ |       |        |        |
| Nasals     | Nasals     | m m      | n n      |         |       |        |        |
| Líquides   | Líquides   |          | l l      |         |       |        |        |
| Vibrant    | Vibrant    |          | r r      |         |       |        |        |
| Semivocal  | Semivocal  | w w      |          | y j     |       |        |        |